# アスレーベン
株式会社アスレーベンは、日本の芸能事務所。主に俳優、声優のマネージメントを行っている。

## 社史
2025年3月、アトミックモンキー代表を務めていた田中龍一が同社を退職し、設立した。同年7月より俳優・声優が所属し始め、同年8月現在の所属者は全員アトミックモンキーからの移籍である。

## 所属俳優・声優

### 男性
- 榎木淳弥
- 丹羽哲士

### 女性
- 青木瑠璃子
- 藍原ことみ
- 前川涼子
- 奈波果林
- 集貝はな
- 神谷早矢佳